# Bernt Hagtvet
Bernt Hagtvet (* 5. März 1946 in Oslo) ist ein führender norwegischer Politikwissenschaftler und Totalitarismusforscher.
Er studierte an der Yale-Universität in den USA. Am Chr. Michelsens Institut war er zwischen 1983 und 1994 Leiter der Forschung. Seit 1994 ist er Professor für Politologie an der Universität Oslo. Hagtvet beschäftigt sich besonders mit totalitären Ideologien wie dem Faschismus und dem Kommunismus sowie der Menschenrechtsthematik. In einem Diskurs über die kommunistischen Parteien in Norwegen kritisiert er stets die fehlende Aufarbeitung der kommunistischen Verbrechen. Politisch gilt er als linksliberal.
Bernt Hagtvet ist mit der Journalistin und Historikerin Guri Hjeltnes verheiratet.